# ジャボデタベック

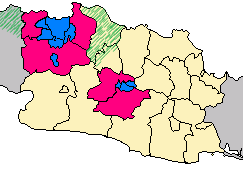
左がジャボデタベックで、右が大バンドン。青はジャカルタと4つの区、紅紫色は3つの県、緑は拡大した地域

ジャボデタベックプンジュル（インドネシア語：Jabodetabekpunjur)またはジャボデタベック（インドネシア語：Jabodetabek）は、インドネシアの首都、ジャカルタ周辺の都市圏（メガロポリス）を指す用語である。2005年現在の人口は2,360万人で、インドネシア最大の都市圏であり、世界でも10指に入る都市圏となっている。
ジャボデタベック都市圏は、ジャカルタと、西ジャワ州のブカシ（Bekasi）、ボゴール（Bogor）、デポック（Depok）、バンテン州のタンゲラン（Tangerang）の4つの都市、西ジャワ州のブカシ地区、ボゴール地区、バンテン州のタンゲラン地区の3つの地区（regency）から構成されている。ジャボデタベックという言葉は、それぞれの都市名から2-3文字を取って構成されている（Jakarta、Bogor、Depok、Tangerang、Bekasi）。

## 人口データ
地域別の人口としては、約870万人がジャカルタ、約560万人がボゴール、デポック、タンゲラン、ブカシの4都市、約910万人がそれ以外の3地区に居住している。インドネシア各地からの移住により、この地域の人口は着実に増加を続けている。
| 行政地区       | 面積 (Km^2) | 人口（2005年） | 人口密度 （Km^2あたり） |
| -------------- | ----------- | -------------- | ----------------------- |
| ジャカルタ     | 664         | 8,699,600      | 13,100                  |
| ボゴール       | 22          | 844,778        | 38,399                  |
| デポック       | 200         | 1,373,860      | 6,870                   |
| タンゲラン     | 184         | 1,488,666      | 8,090                   |
| ブカシ         | 210         | 1,994,850      | 9,500                   |
| ボゴール地区   | 3,441       | 4,100,934      | 1,192                   |
| タンゲラン地区 | 1,110       | 3,194,282      | 2,880                   |
| ブカシ地区     | 1,484       | 1,953,380      | 1,316                   |
| 都市圏合計     | 7,315       | 23,650,350     | 3,233                   |

 出典: BPS 
インドネシア政府では、2016年までにこの地域の人口は3200万人に達すると推計している。この推計ではジャカルタの人口は1200万人、それ以外の地区が2000万人と見積もっている。

## 交通機関

### 鉄道
都市圏は、ある都市へ通勤する人がいる地域として定義される場合がある。ジャボデタベック都市圏では、コミューターラインという通勤列車が4路線で運行されている。
ボゴール - ジャカルタコタ間の路線がジャボタベック最大の通勤路線である。ボゴール市にボゴール駅、デポック市にデポック駅、中央ジャカルタ地区に主要乗換駅であるマンガライ駅（Manggarai）、ジュアンダ駅（Juanda）、そしてジャカルタコタ駅（Jakarta Kota）の5つが主要な駅となっている。
ブカシ - ジャカルタコタ間の路線が2番目の路線である。ブカシ市のブカシ駅、東ジャカルタ地区のジャティインガアラ駅（Jatinegara）、中央ジャカルタ地区のバサールスネン駅（Pasar Senen）、ケマヨラン駅、ジャカルタコタ駅を結んでいる。
セルポン - マンガライ路線は、タンゲラン地区のセルポン駅（Serpong）、中央ジャカルタ地区のタナー・アバン駅（Tanah Abang）、スディルマン駅（Sudirman）、マンガライ駅を結んでいる。
タンゲラン - ジャカルタコタ路線は、タンゲラン市のタンゲラン駅とジャカルタコタ駅を結んでいる。

### 主要なバスターミナル
ジャボデタベック都市圏には6つの主要なバスターミナルがあり、都市内、都市間を結ぶバスが運行されている。
| バスターミナル   | 場所              | 都市/地区      |
| ---------------- | ----------------- | -------------- |
| Pulo Gadung      | Pulo Gadung       | 東ジャカルタ   |
| Kampung Rambutan | Pasar Rebo        | 東ジャカルタ   |
| Lebak Bulus      | Cilandak          | 南ジャカルタ   |
| Blok M           | Kebayoran Baru    | 南ジャカルタ   |
| Tanjung Priok    | Tanjung Priok     | 北ジャカルタ   |
| Grogol           | Grogol Petamburan | 西ジャカルタ   |
| Rawamangun       | Pulo Gadung       | 東ジャカルタ   |
| Kampung Melayu   | Jatinegara        | 東ジャカルタ   |
| Senen            | Senen             | 中央ジャカルタ |
| Pasar Minggu     | Pasar Minggu      | 南ジャカルタ   |
| Manggarai        | Tebet             | 南ジャカルタ   |
| Klender          | Duren Sawit       | 東ジャカルタ   |
| Baranangsiang    | Central Bogor     | ボゴール市     |
| Depok            | Beji              | デポック市     |
| Bekasi           | East Bekasi       | ブカシ市       |
| Cimone           | Cimone            | タンゲラン市   |
| Cikarang         | Cikarang          | ブカシ地区     |

### 有料道路
外環状有料道路が現在建設中で、そのうちCilincing - Cakung - Pasar Rebo - Pondok Pinang - Daan Mogot - Cengkarengの区間で開通している。また内環状道路もある。ジャカルタ北西にあるスカルノハッタ国際空港と内環状道路を結ぶ空港道路がある。ジャカルタ-Merak有料道路がMerak - タンゲラン - Tomang（西ジャカルタ地区） - ジャカルタ-Cikampek有料道路を結んでいる。Cipularang有料道路がブカシ、Cibitung、Cikarang、Karawang、CikampekPurwakarta、Bandungを通り東へ伸びている。Jagorawi有料道路がCawang（東ジャカルタ地区）、ボゴール、Ciawiを結んでいる。2006年にSerpong - Bintaro - Tanah Kusir有料道路が開通した。現在ブカシと東ジャカルタのKampung Melayuを結ぶBecakayu有料道路が建設中である。